# René Dahuron
René Dahuron (* um 1660 im Département Sarthe; † um 1730 (Ort unbekannt)) war ein Gärtner und Autor der Barockzeit.

## Werdegang
Dahurons Herkunft ist unbekannt. Er bekennt sich in seinem Buch zu Jean-Baptiste de La Quintinie in Versailles, den er persönlich gekannt habe. Es wurde spekuliert, er habe Frankreich nach 1685 aus Glaubensgründen verlassen. Er war jedoch nachweislich katholisch, da er am 9. Juni 1689 in der Clemenskirche zu Hannover eine Tochter taufen ließ und 1717 Pate bei der Tochter des katholischen Hofmalers Antoine Pesne war, der ihn auch porträtierte.
Bereits 1683, also vor dem Edikt von Nantes, erstellte er ein Gutachten für den Großen Garten in Dresden. Ab 1688 schuf er für Franz-Ernst von Platen die barocke Gartenanlage am Schloss Linden (heute Ruine im Von-Alten-Garten in Hannover). 1690 ging Dahuron nach Celle zu Herzog Georg Wilhelm und vollendete dort  den Französischen Garten. 1700 wurde Dahuron Hofgärtner im Küchengarten von Schloss Charlottenburg, wo er noch 1725 nachweisbar ist. Da er 1734 nicht mehr unter den Mitarbeitern geführt wurde, ist zu vermuten, dass er vor 1734 gestorben ist.
Dahuron veröffentlichte 1692 in Celle ein Buch über Obstbaumschnitt in französischer Sprache, das er schon vor 1690 verfasst haben muss, da er schreibt, La Quintinies Lehren seien noch nicht publiziert. Das Buch wurde mit mindestens 17 Auflagen sehr erfolgreich und in mehrere Sprachen übersetzt. Dahurons Name wird fälschlich auch mit anderen Gartenbüchern in Verbindung gebracht, die er jedoch nicht verfasst hat, obwohl die Verleger seinen Namen auf das Titelblatt setzten.

## Werke
- Traité des la taille des arbres & de la maniere de les bien élever, Celle 1692.
- Nouveau Traité de la culture des melons : sous un climat tel qu'est celui des provinces unies. Desbordes, Amsterdam 1697.
- Il giardiniero francese, overo Trattato del tagliare gl' alberi da frutto con la maniera di ben allevarli, aggiunto un Compendio delle regole, e massime più necessarie, per l'esercitio di quest'arte. Albrizzi, Venetia 1704.

- Der wohl-bestellte Garten-Bau: Oder Gründliche Anweisung Wie ein Küchen-Blum- und Baum-Garte wohl anzulegen und mit nützlichen so wol Ausländischen als Einheimischen Gewächsen, Blumen und Bäumen zu besetzen und im Stande zu erhalten sey (...). (Vermehrte Auflage) Hoffmann, Zelle 1723.